# Echo Muzyczne, Teatralne i Artystyczne
Echo Muzyczne, Teatralne i Artystyczne (1885–1905), także znane jako Echo Muzyczne (1877–1883) i Echo Muzyczne i Teatralne (1883–85, 1906–07) – dwutygodnik (1877–83), a następnie tygodnik artystyczny wydawany w latach 1883–1907 w Warszawie. 
Redaktorami pisma byli Wincenty Kruziński (1877–79), Jan Kleczyński (1879–95) i Aleksander Rajchman (1884–1907).